# فدرالیسم در افغانستان
موضوع فدرالیسم در افغانستان با توجه به تنوع قومی افغانستان و عدم ایجاد یک حکومت مرکزی قوی همه شمول در سالهای اخیر اهمیت یافته‌است.
فدرالیسم در افغانستان مدافعان و مخالفان زیادی دارد. موافقان فدرالیزم بیشتر رهبران قومی و احزاب غیر پشتون را تشکیل می‌دهد. به باور این رهبران و احزاب نظام متمرکز کنونی افغانستان جوابگوی جامعه چند قومی افغانستان نیست. در مقابل مخالفان فدرالیزم در افغانستان، فدرالیزم را موجب تجزیه افغانستان می‌دانند.

## دیدگاه‌های موافق
شاید بتوان حزب وحدت به رهبری عبدالعلی مزاری را به عنوان اولین مرجعی دانست که به‌طور جدی بحث فدرالی شدن افغانستان را پیش کشیده. حزب وحدت در سال ۱۳۷۲ پیش نویسی را برای تصویب قانون اساسی جمهوری فدرالی اسلامی افغانستان پیشنهاد کرده بود که در آن تشکیل پنج ایالت در چهارچوب نظام فدرالی در کشور مطرح شده بود. این قانون در قالب کتاب «متن کامل قوانین اساسی افغانستان» توسط سرور دانش در ایران و افغانستان بارها منتشر شد.
پس از برچیده شدن نظام طالبان بحث فدرالی شدن در افغانستان مطرح شد. یوشکا فیشر صدراعظم وقت آلمان یکی از موافقان این طرح بود. کالین پاول وزیر خارجه وقت آمریکا نیز با این موضوع موافق بود. پاکستان نیز علاقه خود را برای ایجاد یک ایالت فدرال برای طالبان مطرح کرده، هرچند ابراز چنین نظری از سوی پاکستان با توجه به پیشینه سیاست خارجی اش در قبال افغانستان حتی مورد استقبال طرفداران فدرالیزم در افغانستان نیز قرار نگرفته.
لطیف پدرام رهبر حزب کنگره ملی افغانستان از قدیمی‌ترین طرفداران نظام فدرالی در افغانستان است. به گفته وی تنها راه حل افغانستان فدرالیسم است. پدرام همچنین فدرال قومی را نفی می‌کند و معتقد است مناطق شمال افغانستان باید چند ایالت تقسیم شوند. وی معتقد است که در نظام فدرالی طالبان نیز حق دارند تا در مناطق تحت کنترل خود ایالت خود را داشته باشند و حتی قوانین شریعت را اجرا نمایند. حزب وی نشریه ای هم با نام فدرال دارد.
عبدالرشید دوستم و حزبش جنبش ملی اسلامی افغانستان نیز از طرفداران فدرالی کردن افغانستان هستند. طرفداران دوستم در تظاهرات‌های مختلف بارها پرچمی موسوم به پرچم ترکستان جنوبی را با خود حمل کرده‌اند. این پرچم شباهت زیادی با پرچم کشور آذربایجان دارد.

## دیدگاه‌های مخالفان
مخالفان فدرالیسم در افغانستان نبود دولت مقتدر مرکزی را عاملی بازدارنده برای فدرالیزم می‌دانند. به باور مخالفان فدرالیزم مختص کشورهایی است که چون ایالات متحده است که در طول زمان از اتحاد مناطق مختلف به وجود آمده‌اند در حالی که افغانستان به صورت تاریخی، به شکل متمرکز اداره شده‌است. به باور مخالفان، ایجاد فدرالیزم در سایه عدم تشکیل هویت ملی مقدمه ای بر دخالت کشورهای خارجی و تجزیه افغانستان است.

## موانع ایجاد فدرالیسم در افغانستان
فقدان حکومت مقتدر مرکزی، تفاوت ثروت در ولایات مختلف و بیم از تجزیه افغانستان، از موانع ایجاد فدرالیسم در افغانستان شمرده می‌شوند.

## ایالات محتمل
پیشنهادهای مختلف و متفاوتی برای ایالت‌های محتمل در افغانستان فدرال داده شده. در همه این پیشنهادها ایالات پیشنهادی از ادغام چند ولایت کنونی تشکیل یافته‌اند. در تنها متن رسمی در مورد فدرالیزم که همان متن پیشنهادی قانون فدرال اسلامی افغانستان که توسط حزب وحدت است از این شش ایالت نام برده شده‌است:
1. ایالت غرجستان که مرکز آن شهر بامیان می‌باشد.
2. ایالت بلخ که مرکز آن شهر مزارشریف می‌باشد.
3. ایالت هرات که مرکز آن شهر هرات می‌باشد.
4. ایالت کندهار که مرکز آن شهر کندهار می‌باشد.
5. ایالت ننگرهار که مرکز آن شهر جلال‌آباد می‌باشد.
6. ایالت کابل که مرکز آن شهر کابل می‌باشد.

در این قانون اطلاعاتی از محدوده این ایالت‌ها داده نشده‌است.